# Юліуш Словацький
Ю́ліуш Слова́цький (пол. Juliusz Słowacki, 4 вересня 1809, місто Кременець, нині Тернопільської області — 3 квітня 1849, Париж) — польський поет і драматург, один із трьох національних поетів-пророків польської літератури поряд із Адамом Міцкевичем і Зиґмунтом Красінським.
Твори Словацького, відповідаючи духу епохи та тогочасному становищу польського народу, торкалися важливих проблем, пов’язаних з національно-визвольною боротьбою, минулим народу та причинами неволі, у яку він потрапив. Також поет писав на загальні екзистенційні теми. Його творчість вирізнялася містичністю, дивовижним багатством уяви, поетичних метафор і мови. Як лірик він прославився своїми піснями, зверненими до східних мотивів, народної творчості, теми слов’янських народів. Він був поетом настрою і майстром слова. Поряд з Ципріаном Камілем Норвідом і Тадеушем Міцінським він вважається найбільшим містиком польської поезії. Він мав (і описав їх у «Східному щоденнику») досвід містичних переживань.
Мав величезний вплив на поетів наступних поколінь, доби т.зв. Молодої Польщі та міжвоєнного періоду, таких як Антоні Ланге, Кшиштоф Каміль Бачинський, Ян Лехонь. 9 січня 2009 року Сейм Республіки Польща оголосив 2009 рік Роком Юліуша Словацького.

## Життєпис

### Молоді роки
Народився 4 вересня 1809 у місті Кременець на Волині. Його батько — Евзебіуш Словацький — був викладачем риторики та поетики Волинського ліцею, автором кількох драматичних творів. Мати — Саломея  — була донькою управителя господарства Кременецького ліцею Теодора Янушевського, вірменського походження. Саломеї заледве виповнилося 16 років, коли 14 листопада 1808 вона підписала шлюбний контракт з Евзебіушем Словацьким, старшим від неї на 20 років. Юліуш був єдиною дитиною від цього шлюбу.
У 1811 сім'я Словацьких переїхала до Вільна (Вільнюса) — тут Евзебіуш Словацький працював на кафедрі історії польської літератури Віленського університету. У 1814 батько помер від туберкульозу. Молода вдова з п'ятирічним сином переїхала до Городенки.
У 1818 завдяки численним зв’язкам у вищих колах Саломея одружилася вдруге. Її чоловіком став професор медицини Август Бекю — вдівець, батько двох доньок.
Кінець серпня 1818 — Саломея із сином переїхала до Вільного. Вони оселилися в домі професора на вулиці Замковій (лит. Pilies). Мати майбутнього поета тримала щось на зразок літературного салону, завдяки якому Юліуш у дитинстві та ранній юності був знайомий з тогочасними інтелектуалами, особливо з Віленського імператорського університету. Так він познайомився з Адамом Міцкевичем (перед депортацією поета з Литви) та Людвікою Снядецькою, яка стала його першим нерозділеним коханням.
З 1819 навчався в гімназії.

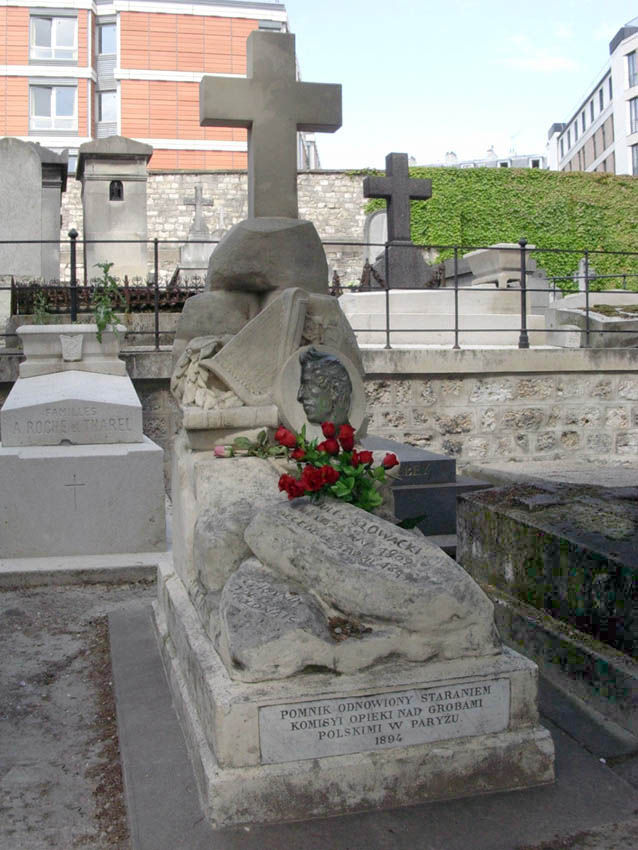
Могила Юліуша Словацького в Парижі

У середині лютого 1829 р. Словацький виїхав із Кременця до Варшави, де жив у палаці Віхерта, по вул. Електоральній, 20. 30 березня обійняв посаду стажера Урядової комісії доходів і казначейства. На початку 1830 року він анонімно дебютував як поет у щорічному альманасі «Melitele» поетичним романом «Гуго». Після початку Листопадового повстання поет, не маючи змоги служити зі зброєю в руках, 9 січня 1831 року взявся працювати в повстанській дипломатичній канцелярії князя Адама Єжи Чарторийського. Він був обурений засудженням повстання папою Григорієм XVI. 8 березня він залишив Варшаву і через Вроцлав поїхав до Дрездена. Увечері 25 липня у складі дипломатичної місії повстанського Крайового уряду вирушив із терміновими листами до польських представників у Парижі та Лондоні. Подорожуючи через Лейпциг, Веймар, Айзенах, Фульду, Франкфурт, Майнц, Мец і Верден, він досяг Парижа опівдні 31 липня. Наступного дня на спеціально зафрахтованому кораблі з Кале він відплив у Дувр і 3 серпня прибув до Лондона.

### Еміграція
У вересні він прибув до Франції з наміром залишитися там на деякий час. У Парижі було видано два томи «Поезій» (1832) Словацького, які містили, серед іншого, твори «Ян Бєлецький», «Марія Стюарт» і «Змій», які здобули визнання серед польських емігрантів.
Наприкінці 1832 року Словацький вирішив виїхати до Швейцарії. Поет розчарувався і в Парижі, який вважав значно гіршим за Лондон, і у житті польської еміграції. Ще однією причиною став вихід третьої частини поеми Адама Міцкевича «Дзяди» (1832), в якій Август Бекю (вітчим Словацького), представлений у творі як Доктор, у дуже негативному світлі. 26 грудня 1832 року Словацький залишив Париж і оселився на Женевському озері, в Пакві на околиці Женеви. Вільний час він присвячував письменництву, роботі у бібліотеках, прогулянкам на човні по озеру та численним світським зустрічам. У той час він видав третій том «Поезій» (1833).
У 1834 році разом із польською родиною Водзінських він вирушив у тривалу експедицію в Альпи. На кораблі через Женевське озеро вони дісталися Вільньова, звідки вирушили в долину Родан. Вони перетнули гори на мулах, діставшись Шпіца, а потім на кораблі через озера Тун і Брінц дісталися знаменитого Гіссбахського каскаду. Звідси, знову через гори, через Ґріндельвальд і гірський масив Готард зі знаменитим Теуфельсбрюкке на річці Ройс, вони дісталися озера Люцерн з каплицею Вільгельма Телля. До Женеви друзі повернулися дорогою через Люцерн і Берн. Результатом цієї подорожі стало багато віршів, які згодом стали основою для романтичної поеми «У Швейцарії».
У лютому 1836 року Словацький залишив Швейцарію. З Женеви він відправився до Марселя, звідти пароплавом через море до Ліворно, звідти диліжансом через Чівітавекк’ю до Риму. Там він зав’язав тісну дружбу із Зигмунтом Красінським, який став першим захопленим та вдумливим критиком творчості Словацького. Через три місяці поет виїхав до Неаполя, а звідти до Сорренто.
З серпня 1836 по червень 1837 року поет подорожував Грецією, Єгиптом, Палестиною та Сирією. Потім він зупинився у Флоренції і познайомився з принцесою Кароліною, дочкою Жозефа Бонапарта.
Врешті-решт, він назавжди оселився в Парижі. Там він зустрів Йоанну Боброву, яка надовго стала його музою. У червні 1842 р. він приєднався до «Гуртка Божої справи», заснованого Анджеєм Товянським у Нантері поблизу Парижа. У гуртку діяв Міцкевич, неодноразово збиралися інші поети. З гуртка він вийшов у листопаді 1843 р., через незгоду з правилами, що панували в середовищі Товянських (заборона писати, взаємна сповідь, підпорядкування Росії). У 1848 році, коли у Європі почалася Весна Народів, і у Великопольщі вибухнуло польське повстання проти Пруссії, Словацький, тяжко хворий на туберкульоз, вирушає до Великопольщі, щоб приєднатися до повстанців. Намірів своїх він здійснити не зміг. Зате відвідав Вроцлав, де востаннє зустрівся з матір’ю.
Юліуш Словацький ніколи не був одружений, майже не перебував на службі і був рантьє – тобто, жив за рахунок пасивних доходів від земель та від цінних паперів. Гроші, надіслані його матір'ю, він інвестував на Паризькій фондовій біржі в акції Ліонської залізниці. Це дозволило йому отримати фінансову незалежність і публікувати власні твори.

### Смерть і поховання
Юліуш Словацький помер від туберкульозу 3 квітня 1849 року в квартирі на вулиці де Понтьє, 34 (колишній номер будинку - 30), похований був на цвинтарі Монмартр у Парижі. Ідея перевезти прах поета на батьківщину виникла в перші роки ХХ століття. У 1909 році, на який припало сторіччя від дня народження Словацького, було вирішено перепоховати його ретшки у підвалі Вавельського собору у Кракові. Головою комітету, який займався перевезенням тіла до Польщі, був проф. Юзеф Калленбах. Відповідний громадський комітет зібрав кошти, і наприкінці березня 1909 року з Франції надійшла згода на ексгумацію та транспортування тіла. Однак кардинал Ян Дуклан Пузина, краківський єпископ, рішуче відмовився дозволити поховати тіло Юліуша Словацького у соборі. Незважаючи на тиск громадськості, він так і не змінив своєї думки. Суперечки тривали кілька місяців, і врешті-решт, перепоховання не відбулося. Лише 14 червня 1927 року за наказом маршала Юзефа Пілсудського рештки Словацького були ексгумовані, перевезені до Польщі і перепоховані на Вавелі. Труну з прахом поета до берегів Польщі доставив транспортний корабель «Вілія» під командуванням командира Чеслава Петеленза, потім з Ґданська вона попливла вгору по Віслі до Варшави на борту бортового судна «Міцкевич» під командуванням обер-лейтенанта польського флоту Валеріана Антоневича. По дорозі до Варшави, корабель зупинявся в портах Ґрудзьондз, Торунь, Влоцлавек, Плоцьк, Модлін, де місцеве населення вшанувало прах барда. 26 червня корабель пришвартувався до пристані у Варшаві, звідки похоронна процесія вирушила вулицями столиці до собору Святого Іоанна. Наступного дня труна Словацького була перевезена на Головний залізничний вокзал, звідки потягом вирушила до Кракова. 28 червня у дворі Вавельського замку відбулася урочиста похоронна церемонія. На завершення Юзеф Пілсудський, чиїм улюбленим поетом був Словацький, виголосив промову, яку потім часто цитували: «Від імені Уряду Республіки Польща я рекомендую вам віднести труну Юліуша Словацького до королівського склепу, бо він був рівний королям». Його прах поклали поряд з Адамом Міцкевичем у крипті Національних бардів у Вавельському соборі.
Оригінальний надгробок Юліуша Словацького, спроєктований другом поета, французьким художником Шарлем Петіно-Дюбо, досі можна побачити на цвинтарі Монмартр.

## Творчість
Юліуш Словацький прожив лише 39 років, проте залишив по собі 13 драматичних творів, майже 20 поем, сотні віршів, листів і один роман. Він також створив цілісну філософську систему, яку назвав «генезійною філософією». Через тематичне розмаїття літературної спадщини Словацького, її можна поділити на чотири періоди.
На філософсько-естетичні зміни у творчості поета вирішальний вплив зробило захоплення літературою доби Просвітництва, яке панувало в домі його батьків. Влодзімеж Штурц вважав, що Словацький починав свою творчість як так званий «псевдокласик» і черпав натхнення не стільки в Байрона чи Шеллі, а радше у Вольтера. У той час молодий поет намагався перекладати п’єсу французького філософа «Мухаммед». Натхненний трагедією «Міндаугас», написаною його батьком, він сам почав працювати над п’єсою з тим самим заголовком і на ту саму тему.
Творчість Словацького цього раннього періоду ґрунтувалася на деїзмі епохи Просвітництва, релігійному скептицизмі та цинізмі. Джерелом натхнення для ідей автора були Френсіс Бекон, Рене Декарт, Барух Спіноза, Нікколо Макіавеллі та Іносен Жентілл’є. Головною темою його творів того часу (зокрема Марії Стюарт) були релігійні війни, які він вважав проявом фанатизму та приводом для боротьби за владу. Словацький дивувався: якщо ми знаємо, що Бога немає, звідки береться бажання воювати за віру? В основі цих творів — захоплення злом, яке з часом (набувши фаталістичних рис) визначило поворот Словацького до романтизму.
Перші поезії Словацького були не самостійними творами, а радше вільними перекладами Альфонса де Ламартіна, Томаса Мура та Едмунда Спенсера. Більш серйозні літературні спроби він робив приблизно з 1825 року; анонімно дебютував поемою «Гуго» в дусі Байрона в 1830 р. У 1832 р. видав перший і другий томи «Поезій» (третій — у 1833 р.). Дух романтизму з’являється у ранніх поемах митця (зокрема «Змій», «Ян Білецький», «Чернець» і згадана вже вище трагедія «Марія Стюарт»). Втім, в колах польської еміграції в Парижі вони зацікавлень не викликали. У наступні роки творчість Словацького змінилася; у листі до матері від 20 жовтня 1835 р. він писав: «Я зненавидів свої перші роботи (...) у мені розвинулося нове почуття краси».
Новий період творчості Словацького (його ще називають «християнською етикою») виникає під впливом «Конрада Валленрода». У цей період його твори виходять з-під вольтерівського впливу і починають спиратися на принципи трагедій Шекспіра. Невдовзі він написав: поему «У Швейцарії» (1835–36) і поезії «Роз’єднання», «Рим», «Совість». Великий вплив на творчість Словацького мали його подорожі, зокрема: до Італії, Греції, Єгипту, Палестини та Лівану (саме там було створено поему «Ангеллі»). Напружено працював він під час перебування у Флоренції (1837-1838) – саме тоді були написані «Батько зачумлених» (1839) і «Вацлав».
У грудні 1838 Словацький вертається до Парижа, і це знаменує наступний період у його творчості. У листі до Зиґмунта Красінського він обіцяє створити «велику поему, як Аріосто, яка складатиметься з шести трагедій, тобто драматичних хронік». Вона мала бути своєрідною літературною хронікою, яка б висвітлювала міфічні початки Польської держави, звертаючись до переказів, легенд та історій часів язичницьких слов’янських племен. Проте проєкт вдалося реалізувати лише частково; були написані дві романтичні трагедії — «Балладина» (1839) і «Лілля Венеда» (1840).
У 1844 році він почав писати у поетичній прозі свою незвичайну лекцію з філософії: «Генезис з Духа». Так у творчості поета почався період інтенсивної роботи над «Генезійною філософією». Усі пізніші твори Словацького мають «генезійний» характер; особливо цікаві в цьому відношенні «Самуїл Зборовський» і «Король Дух». У обох творах постає оригінальна філософська система автора, при чому у двох вимірах: екзистенційна, що стосується людської особистості, та історіософська.
На думку поета, є два шляхи пізнання абсолюту. Перше — це наукове знання, яке, однак, є лише частковим і потребує нудних тривалих досліджень; другий шлях – це містичне об’явлення, яке дає зрозуміти всесвіт миттєво. Однак, таке об’явлення приходить лише до видатних особистостей – звідси переконання Словацького, що ці обрані особи (натхненні поети) повинні взяти на себе роль духовного провідника для решти нації. У своєму поетичному генії та призначенні бути провідником народу Юліуш Словацький був упевнений з дитинства – до цього заохочувала його і мати Саломея, і у листуванні Юліуша з матір’ю така позиція простежується досить чітко.
Генезійна філософія. Мілленаризм Словацького
Генезійна філософія (з грецької. Γένεσις, походження, джерело, початок, творіння) – філософська концепція, створена Юліушем Словацьким (особливо помітна в поемах Король Дух і «Генезис із Духа», розглядаючи роль нації та особистості в історії.
Опис
Романтизм, а особливо польський, цікавився таємничими і духовними аспектами буття та історії. Багато у чому це була реакція на раціональну філософію Просвітництва, де головним інструментом пізнання істини був розум. Крім власне містики, популярним було звернення до старих філософських і релігійних концепцій – і язичництва, і християнських есхатологічних теорій. Однією з таких теорій був міленаризм, вчення про близький кінець світу і встановлення тисячолітнього царства.
Згідно ідеями Словацького, кожна земна істота ділиться на два шари: матеріальний (тілесний) і духовний шар, причому матерія відіграє другорядну роль – це інструмент, від якого істота повинна звільнитися, щоб отримати нову якість існування і свідомості. Однак для цього треба принести у жертву власне життя; звідси одвічний людський конфлікт між світом духовним і світом тілесним. Смерть – це зміна форми, звільнення духу, так само як революція – це вияв діяльності Духа Історії, який у болю прагне до звільнення. Історія, у свою чергу, є ареною, де цей Дух змінює форму і отримує вищу свідомість. Так Словацький трактував і Французьку революцію, і історію польського народу та цілого світу.
Дух (з великої літери) також вживається Словацьким як термін для початкової, невизначеної сили, вивільненої зі Слова. Дух був, так би мовити, початком, батьком усіх земних духів, але також їх сумою і спільним елементом. Простіше кажучи: все буття зводиться до Духа і походить від Духа.
Словацький також розглядав можливість того, що деякі сутності можуть бути дуже емоційно прив’язані до своєї тілесної форми, і це гальмує їхній розвиток. У цьому випадку втручається Бог, який дає таким особам можливість духовно очиститися. Після смерті кожна істота перетворюється на таку форму, яка відповідає її духовній формі. На цьому етапі своєї філософії Словацький наближався до теорії метемпсихозу, нескінченних реінкарнацій та переселення душ. Всупереч тому, що стверджував Анджей Товянський, Словацький не допускав можливості зворотного розвитку до нижчих духовних форм, навіть серед морально пошкоджених людей.
Творчість Словацького пережила справжнє відродження в період Молодої Польщі. На нього посилалися, з-поміж інших: Антоні Ланге (роман «Міранда», есе «Китиці»), який, спираючись на ідеї окультизму, спіритизму та буддизму, критикував і розвивав генезійну філософію. Ланге навіть стверджував, що до відродження Польщі спричинилася не стільки поезія Міцкевича, скільки ретельне прочитання «Короля Духа». Інші поети того періоду також мали подібний погляд на це питання, наприклад, Вацлав Роліч-Лідер чи Богуслав Адамович. Тадеуш Бой-Желенський у збірці фейлетонів «Чи знаєте ви цю країну?» він нарікав що через високий авторитет Міцкевича польська освіта, культура та читацька свідомість нехтує Словацьким.

### Твори, у який відображеня генезійна філософія
• Генезис з Духа, Юліуш Словацький
• Заспокоєння, Юліуш Словацький
• Король Дух, Юліуш Словацький
• Самуель Зборовський, Юліуш Словацький
• Нієтота, Тадеуш Міцінський
• Екзотика, Антоні Ланге
• Логотипи, Антоні Ланге
• Міранда, Антоні Ланге
• Палінгенеза, Антоні Ланге

## Словацький і Україна

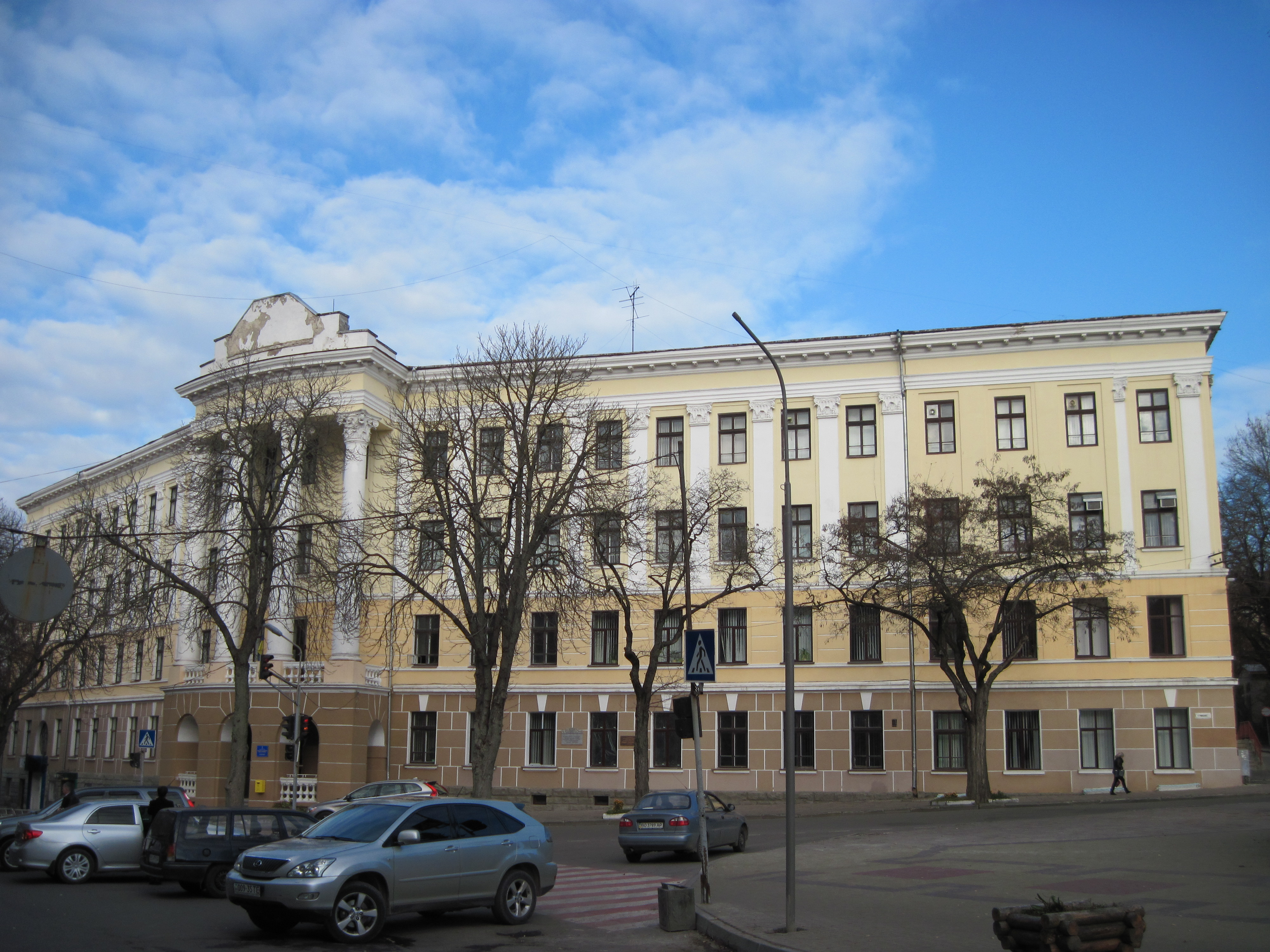
Колишня Друга тернопільська гімназія

Юліуш Словацький народився і виріс на українських землях, тож, чимало місцевостей України пов’язані з його життям та творчістю. Крім того, Україна посідає важливе місце у творчості поета. З одного боку, Словацький розглядав Україну як частину земель давньої Речі Посполитої, а значить – і давньої та майбутньої Польщі. Багатонаціональний характер давньої Речі Посполитої вселяв у польських поетів-романтиків сподівання на її відродження у давніх кордонах, при активній участі українців. Крім того, два головні навчальні заклади Правобережної України (Уманська гімназія і Волинський ліцей) були місцем, де шляхта польського та українського походження зустрічалися, спілкувалися, ділилися думками та поглядами. Серед випускників Волинського ліцею був, наприклад, шляхтич Томаш Падура, учасник Листопадового повстання, автор поезій польською та українською мовами, один з перших хто почав романтизувати козацтво. Популярності українських тем сприяв і образ Мазепи в Байрона і Вольтера, пісня «Їхав козак за Дунай» та інші українські твори, популярні у світовій літературі та музиці. Інші представники «української школи» у польському романтизмі також приділяли багато уваги козацтву, Коліївщині та іншим сторінкам української історії, висвітлюючи їх з позицій героїзації старої Речі Посполитої або з позицій романтизації козаччини.
Події п’єс «Срібний сон Саломеї», «Беньовський» та «Ксьондз Марек» відбуваються в часи Коліївщини та Барської конфедерації; «Ян-Казимир» (дійшла в уривках) – в часи Хмельниччини. «Фантазії», «Балладина» і «Лілля Венеда» змальовують Поділля, Волинь, околиці Кременця. У мові Словацького часто зустрічаються українські елементи «Українська думка», «Змій». У поетичній повісті «Змій» поет у фольклорному дусі відтворює образ козацтва. У незакінченому романі «Король Лядови» (1832 р., французькою мовою) події розгортаються у славнозвісній Софіївці та на Поділлі, побіля річки Лядови (ліва притока Дністра). Також у цьому творі Ю.Словацький передбачає виникнення самостійної української літератури на фольклорній основі. Україні теж було присвячено драму «Горштинський» і «Пісня козацької дівчини».

#### "Мазепа"
Особливо цікавою є драма «Мазепа». Її події вібуваються в одному з подільських замків, а головний герой, Іван Мазепа, показаний тут як ідеальний лицар, готовий піти на смерть, щоб не видати таємницю чужого кохання. Образ майбутнього гетьмана як романтичного героя, який приймає тяжку муку через заборонене кохання до одруженої жінки був створений ще Вольтером і Байроном на підставі записок Я. Пасека. Натомість, Словацький розвиває образ Мазепи – на сторінках його драми юний козак йде на смерть не за своє, а за чуже кохання. Рятівником його виступає король Ян Казимир. Польський герой рятує українського героя.
Іван Франко назвав Словацького «співцем Поділля», бо Юліуш вважав його частиною «своєї Вітчизни давньої». Тут він провів своє дитинство, і часто приїжджав у 1825—1830 рр. до своїх родичів у маєток Юлінки у Верхівці, відвідував Бар і околиці. Згадки про мешканців Поділля — «добрі й приємні, яких мало на світі» є в його найкращих творах поемі «Беньовський» (1841) та ін. У Кременці, під враженням від подорожі до Одеси, Юліуш написав олійне полотно «Імлистий ранок над морем» (1827—1828), яке зберігається музеї поета.
Твори Ю.Словацького перекладали українською мовою Олена Пчілка (1910 року видала книжечку про нього зі зразками його творів), Іван Верхратський, Михайло Старицький, Василь Щурат, Микола Зеров («Мазепа», римований вірш замінений на білий, «Балладина»), Максим Рильський («Кулик», «Заповіт» тощо), Микола Бажан(«Фантазій»), Марк Зісман («Українська думка», «Марія Стюарт»), Борис Тен («Балладина»), Дмитро Павличко («Година роздумів», «Ангеллі», «Вацлав», вірші), Роман Лубківський («Срібний сон Саломеї», «Українська думка» тощо), Валентин Струтинський («Змій»), Василь Білоцерківський («Король Лядови», «Горштинський», «Ян-Казимир», «Крак», «Беатрикс Ченчі», «Валленрод», «Золотий череп», проза), Віктор Мельник («Кордіан») та ін.
У 2002 р. між Україною та Республікою Польща була досягнута домовленість на паритетних умовах встановити в Києві пам'ятник Юліушу Словацькому, а у Варшаві — пам'ятник Тарасові Шевченку. У 2003 році пам'ятник Тарасові Шевченку у Варшаві було встановлено. Скульптура Юліуша Словацького була виготовлена в Польщі й перевезена до Києва з нагоди святкування 200-річчя від дня народження поета 2009 р. І тільки у вересні 2012 р. пам'ятник, який зберігався на території київського творчо-виробничого комбінату «Художник», встановили поруч із костелом святого Миколая.

## Головні твори

### Поезія
- Агезиляуш
- Ангел вогнистий — мій ангел лівий
- Беатрікс Ченчі
- Відповідь на «Псалми майбутності» (або "До автора «Трьох псалмів»)
- В альбом Софії Бобрової
- Гімн (Богородице! Діво!)
- Гімн заходу сонця на морі (Боже, смутно мені!)
- До матері
- «До Міхала Роля Скибицького» (присвячено постаті Скибицького Михайла Карловича шляхтича гербу «Роля»)
- Дума про Вацлава Жевуського
- Заспокоєння
- Мій заповіт («Жив з вами…»)
- На перенесення останків Наполеона
- Невідомо що або романтичність
- Ода до свободи
- Поможи мені, Боже!
- Похорон капітана Мейзнера
- Розлука
- Розмова з пірамідами
- Совінський в окопах Волі

### Поетичні повісті
- Гуго (1830)
- Араб (1830)
- Ян Білецький (1830)
- Змій (1832)
- Лямбро (1833)

### Драми
- Марія Стюарт (1830)
- Кордіан (1834)[10]
- Балладина (1839)
- Мазепа (1839)
- Лілля Венеда (1840)
- Срібний сон Саломеї (1835)
- Горштинський (1835)
- Беатрикс Ченчі (1839-40)
- Крак (незакінчена, 1840)
- Валленрод (незакінчена, 1840)
- Беньовський (незакінчена, 1840)
- Фантазій (1841)
- Золотий череп (1842)
- Ксьондз Марек (1843)
- Незламний князь (вільний переклад однойменної драми П. Калдерона-де-ла-Барки)(1843)
- Самуель Зборовський (1844–1845)
- Завіша Чарний (незакінчена,1844–1845)

### Поеми
- Чернець (1830)
- Шанфарій (1832)
- Година роздумів (1832-33)
- Подорож до Святої Землі з Неаполя (незакінчена, 1836—1837, 1839)
- Вацлав (1838)
- Ангеллі (1838)
- Батько зачумлених (1839)
- У Швейцарії (1839)
- Беньовський (незакінчена, 1841)
- Генезис із Духа (1844)
- Король Дух (незакінчена; 1845–1849)
- Цикл віршів «Буття», в якому він дає пояснення своєї філософської системи — еволюції світу від матерії до чистого духу (поема «Король Дух» 1845–1849).

## Вшанування пам'яті
- 1907 року польське «Товариство школи середньої» відкрило у Чорткові гімназію, яку в 1920 році названо іменем поета.[11]
- Центральна бібліотека імені Юліуша Словацького Кременецької ЦБС.
- Вулиця Юліуша Словацького у Дніпрі, Здолбунові, Кременці, Львові, Луцьку, Мостиській, Рівному, Тернополі, Чернівцях.
- Провулок Словацького у Житомирі.
- 15 травня 2021 у місті Дніпро до Дня Європи на будівлі університету імені Альфреда Нобеля відкрили меморіальну дошку.[12]

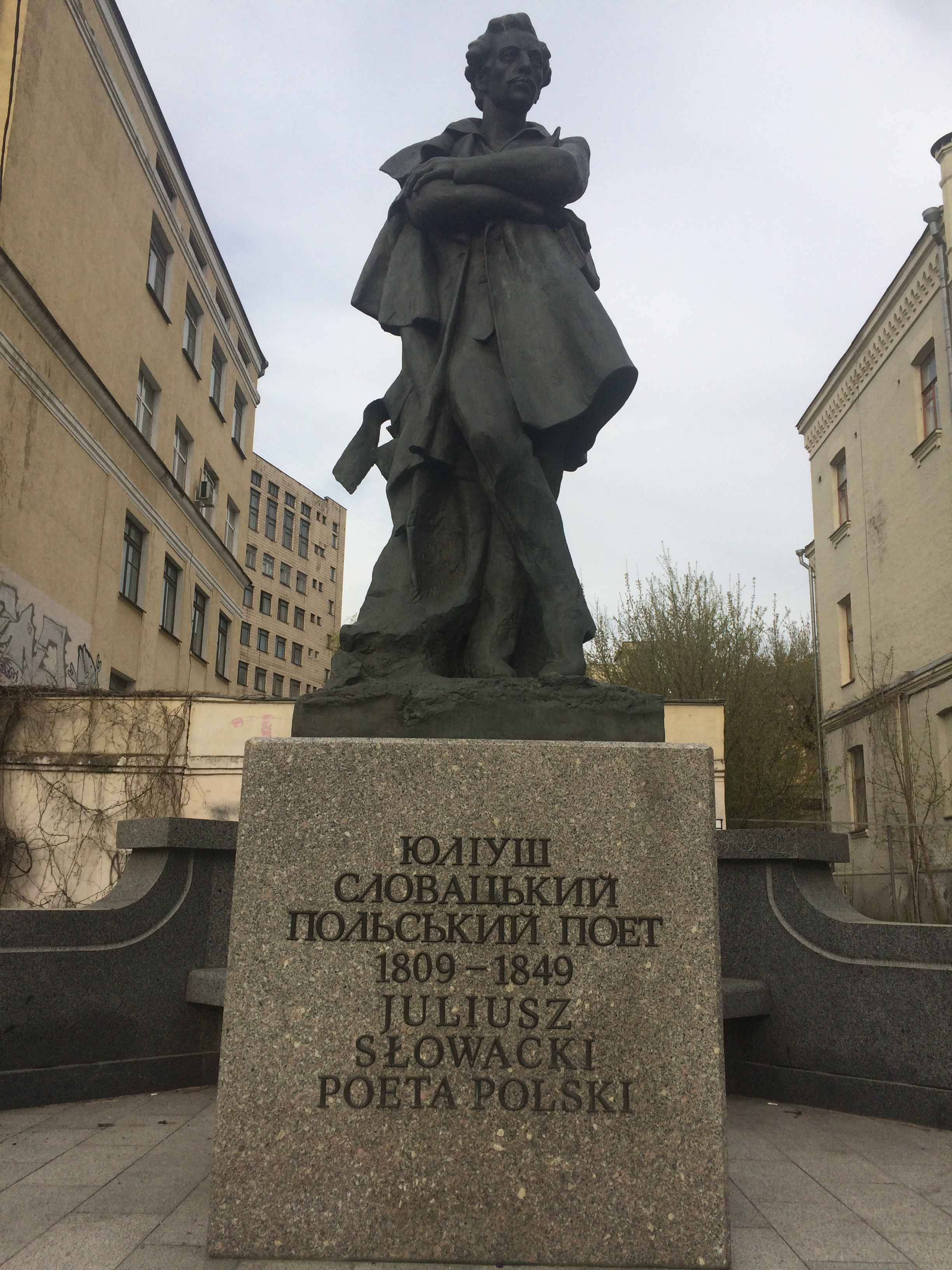
26 липня 2002 року у Кременці, на малій батьківщині поета відкрито Кременецький літературно-меморіальний музей Юліуша Словацького[13].  - Пам'ятник Юліушу Словацькому в місті Київ
Пам'ятник Юліушу Словацькому в Кременці, Тернопільська область
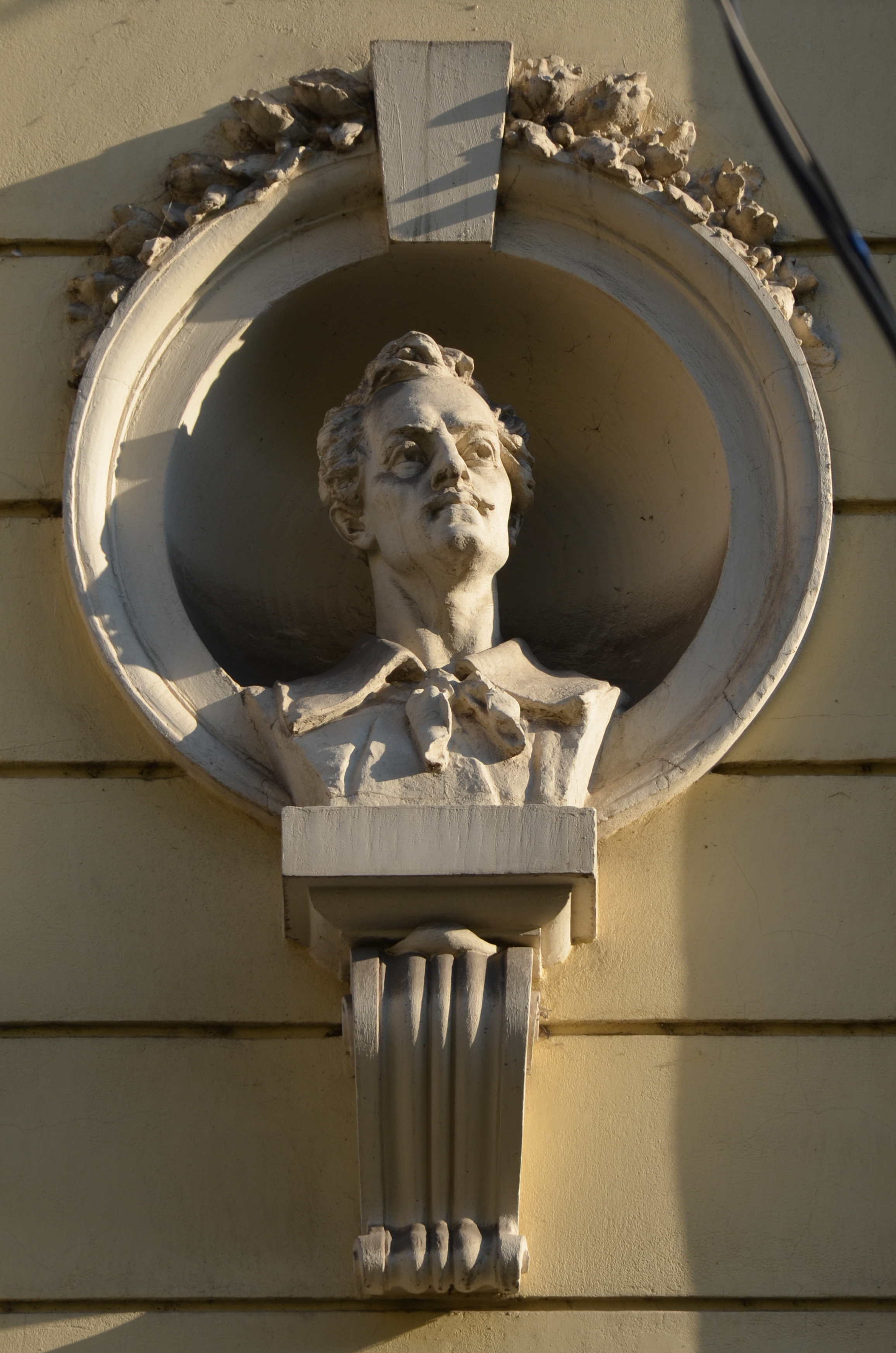
Погруддя Юліушу Словацькому у місті Львів
  - Пам'ятник Юліушу Словацькому в Кременці, Тернопільська область
  - Погруддя Юліушу Словацькому у місті Львів

## Видання творів у перекладі українською мовою
- Ю. Словацький. Поезії / пер. з польськ.; вст. ст. Г. Вервеса; худ. В. Василенко / К. : Дніпро, 1969 — 212 с. (Б-ка Перлини світ. лірики).
- Ю. Словацький. Кордіан / З польської переклав Віктор Мельник. — Львів: Літопис, — 2024. —148 с.